# Sino-German United
Die Sino-German United AG ist ein deutsches Handelsunternehmen mit Sitz in München. Kerngeschäft ist der internationale Handel mit Produkten sowie die Organisation von Kongress- und Messeveranstaltungen. Die Aktie der Gesellschaft wird im General Standard gehandelt und ist im CDAX enthalten.

## Geschichte
Das Unternehmen wurde als German Brokers AG am 7. November 2012 durch formwechselnde Umwandlung aus der Horst Stelzel GmbH mit Sitz in Eisenach gegründet. Der Name „German Brokers“ stammte von einem bereits 2003 insolventem Wertpapierhaus. Unternehmenszweck war zunächst die Anlagevermittlung, die Vermögensverwaltung, der Eigenhandel und weitere Finanzdienstleistungen. Nach dem Scheitern des Geschäftsmodells wurde das Unternehmen im Jahr 2016 als Handelsunternehmen neu aufgestellt und der Unternehmenssitz nach München verlagert.